# Kluci ze zámku
Kluci ze zámku je český hraný televizní seriál natočený v roce 1999 poprvé vysílaný v rámci večerníčku v dubnu roku 2000. Seriál spadá do volné série přírodovědných příběhů, které pro Českou televizi vymyslel a zrealizoval Václav Chaloupek. Každá série se věnovala jinému živočišnému druhu.
Za kamerou stáli Ladislav Moulis a Bohumil Mareš. Autorem hudby byl Jaroslav Samson Lenk, který složil i text písně. Příběhem provázel Petr Haničinec. Bylo natočeno 7 epizod, každá v délce cca 9 minut.

## Synopse
Hlavními hrdiny jsou bažanti. Divákům byla nabídnuta možnost sledovat je od okamžiku, kdy se z vajíček vylíhnou jako malá bažantí kuřátka až do jejich dospělosti a co vše v průběhu doby zažijí, od setkání s jinými zvířátky žijících v jejich okolí, tak i se škodnou…

## Seznam dílů
1. Hnízdo
2. Chůva
3. V parku
4. Na hřišti
5. Na terase
6. V lese
7. Setkání

## Natáčení
Natáčení se konalo v areálu zámku Kozel a v bažantnici Dvora Lnáře.